# Rio Jordão (Paraná)
O rio Jordão é um curso de água que banha o estado do Paraná, no município de Guarapuava. 

## Parque Recreativo do Jordão
O Parque Recreativo do Rio Jordão é um dos pontos mais conhecido e visitado por turistas, o espaço conta com churrasqueiras, banheiros, gruta religiosa, cachoeira e piscinas naturais.
O rio Jordão também tem sua nascente no parque, após o encontro do rio das Pedras e o rio Bananas.

## Salto Curucaca
O Salto Curucuca é uma queda d'água localizada em Guarapuava próximo da divisa com o município de Candói.
No local também está instalada a Usina Hidrelétrica Curucaca pertencente a Santa Maria Papel e Celulose.